# Acroaspis olorina
Espèce
Acroaspis olorina est une espèce d'araignées aranéomorphes de la famille des Araneidae.

## Distribution
Cette espèce est endémique d'Australie. Elle se rencontre en Nouvelle-Galles du Sud et en Australie-Occidentale.

## Description
La carapace de la femelle holotype mesure 3 mm et l'abdomen 4 mm.

## Systématique et taxinomie
Cette espèce a été décrite par Karsch en 1878.

## Publication originale
- Karsch, 1878 : « Exotisch-araneologisches, 2. » Zeitschrift für die gesammten Naturwissenschaften, vol. 51, p. 771-826.